# Unión Hidalgo (kommun)
Unión Hidalgo är en kommun i Mexiko.   Den ligger i delstaten Oaxaca, i den sydöstra delen av landet, 600 km sydost om huvudstaden Mexico City.
Följande samhällen finns i Unión Hidalgo:
- Unión Hidalgo
- Santa Cruz de los Pescadores